# Cleome ramosissima
Cleome ramosissima är en paradisblomsterväxtart som beskrevs av Philip Barker Webb och Filippo Parlatore. Cleome ramosissima ingår i släktet paradisblomstersläktet, och familjen paradisblomsterväxter. Inga underarter finns listade i Catalogue of Life.